# Nymosen
|  | Denne artikel handler om naturområdet Nymosen. For idrætsanlæget i Nymosen, se Nymosen (idrætsanlæg) |
Nymosen er et naturområde, der ligger i en gammel mose i Vangede i København. I den nordøstlige del ligger et større vandområde med flere øer, hvortil kommer tre mindre søer i yderkanten af mosen og en mindre park mod nord. Et net af stier fører rundt i området suppleret af en lang gangbro, der fører over et særligt sumpet område. Beplantningen består blandt andet af orkideer, piletræer og rørskov, mens fuglelivet tæller svaner, ænder og fiskehejrer. Området er ikke fredet, men vandområderne er beskyttet af Naturbeskyttelsesloven.
Den sydvestlige del udgøres af Gentofte-Vangede Idrætsforenings (GVI) idrætsanlæg, der består af fire fodboldbaner og et klubhus.
Nymosen var oprindeligt en tørvemose, Wildes mose, der blev delt mellem Enggården, Stolpegåden og Mosegården. De to af gårdene blev overtaget af Gentofte Kommune i 1884 og 1919, og i den forbindelse fulgte Nymosen med. I 1937 begyndte kommunen at omdanne det til en park, og i 1944 etableredes GVI's første fodboldbane i området. I 1980'erne gik kommunen i gang med at genskabe området, så det atter fik karakter af mose om end tilpasset nutidens behov til rekreative områder.